# Middenhof
Middenhof is een buurtschap bij Rilland in de gemeente Reimerswaal in de Nederlandse provincie Zeeland.
Dorpen: Bath · Hansweert · Krabbendijke · Kruiningen · Oostdijk · Rilland · Waarde · Yerseke

Buurtschappen: Gawege · Middenhof · Roelshoek · Schorebrug · Stationsbuurt · Völckerdorp · Vlake

Zeeland: Steden en dorpen in Zeeland      Nederland: Provincies · Gemeenten